# 伊麗莎白斯采爾巴赫河
48°58′06″N 12°45′22″E / 48.968195°N 12.756172°E

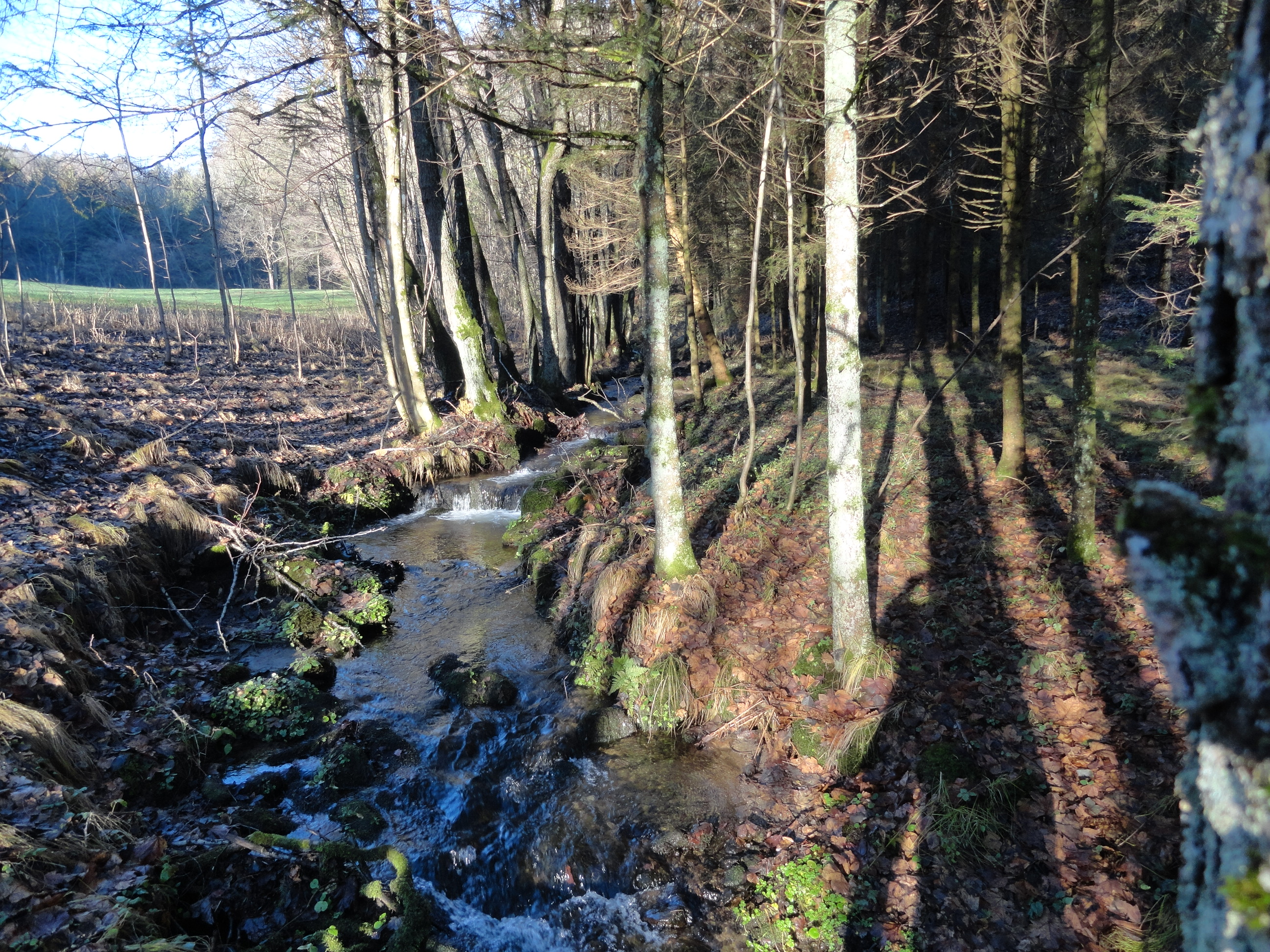

伊麗莎白斯采爾巴赫河是德國的河流，位於該國東南部，由巴伐利亞負責管轄，屬於博根巴赫河的右支流，河道全長9.3公里，流域面積21.6平方公里。